# 37th Training Wing
Il 37th Training Wing è uno Stormo da addestramento tecnico dell'Air Education and Training Command, inquadrato nella Second Air Force. Il suo quartier generale è situato presso la Joint Base San Antonio-Lackland, in Texas.

## Organizzazione
Attualmente, al settembre 2017, lo stormo controlla:
- 37th Training Group
  -  341st Training Squadron
  -  343rd Training Squadron
  -  344th Training Squadron
  -  345th Training Squadron
  - 37th Training Support Squadron
- 737th Training Group, Basic Military Training
  -  319th Training Squadron
  -  320th Training Squadron
  -  321st Training Squadron
  -  322nd Training Squadron
  -  323rd Training Squadron
  -  324th Training Squadron
  -  326th Training Squadron
  -  331st Training Squadron
  - 737th Training Support Squadron